# Figueruela de Arriba
Figueruela de Arriba é um município raiano da Espanha na província de Zamora, comunidade autónoma de Castela e Leão, de área 153,17 km² com população de 468 habitantes (2007) e densidade populacional de 3,25 hab/km².

## Demografia
| Variação demográfica do município entre 1991 e 2004 | Variação demográfica do município entre 1991 e 2004 | Variação demográfica do município entre 1991 e 2004 | Variação demográfica do município entre 1991 e 2004 |
| --------------------------------------------------- | --------------------------------------------------- | --------------------------------------------------- | --------------------------------------------------- |
| 1991                                                | 1996                                                | 2001                                                | 2004                                                |
| 644                                                 | 591                                                 | 507                                                 | 498                                                 |